# Ina (Illinois)
Ina – wieś w Stanach Zjednoczonych, w stanie Illinois, w hrabstwie Jefferson.